# Рене Жирар
Рене́ Жира́р (фр. René Girard, повне ім'я Рене Ноель Теофіль Жирар, фр. René Noël Théophile Girard; *25 грудня 1923, Авіньйон, департамент Воклюз (департамент), Франція — †4 листопада 2015, Стенфорд, Каліфорнія, США) — французький історик, філософ в галузі соціальних наук, літературознавець, культуролог. Автор теорії «міметичного бажання».

## Біографія
Народився в Авіньйоні на Різдво 1923 року. Батько Рене Жирара, Жозеф Жирар, отримав освіту архівіста і палеографа, був куратором Палацу Пап, бібліотеки і музею Кальве в Авіньйоні з 1906 до 1949 року; він був антиклерикалом і республіканцем. Його мати, яка була першою випускницею бакалаврату в департаменті Дром, була католичкою. Його друге і третє ім'я — Ноель і Теофіль. Рене Жирар був другим сином у сім'ї з п'ятьма дітьми. Читати він навчився у віці шести років.
З 1943 по 1947 рік вивчав середньовічну історію в Національній школі хартій у Парижі. Після закінчення навчання захистив дисертацію під керівницьвом Андре Массона на тему: «Приватне життя в Авіньйоні в другій половині XV століття» (фр. La vie privée à Avignon dans la seconde moitié du XVe siècle).
1947 року виграв річний грант на продовження освіти в Університеті Індіани, США, де захистив дисертацію на тему «Американська громадська думка і Франція (1940—1943)», здобувши ступінь доктора філософії (PhD). У цей час Жирар уже активно викладав, а також став примітним літературним критиком.
Після захисту дисертації залишився у США. Упродовж наступних десятиліть викладав порівняльне літературознавство в провідних університетах США, зокрема — в Університеті Джонса Гопкінса (1957-1968), Університеті штату Нью-Йорк у Баффало та з 1981 року в Стенфордському університеті. З 1995 року Рене Жирар — professor emeritus Стенфорда.
Почесний доктор Амстердамського вільного університету (1985), Падуанського університету (2001) і Сент-Ендрюського університету (2008).
Рене Жирар помер 4 листопада 2015 року в Стенфорді, Каліфорнія, у віці 91 року.
Прощання з ним відбулося 15 лютого 2016 року в абатстві Сен-Жермен-де-Пре в 6-му окрузі Парижа в присутності Мішеля Серра.
16 грудня 2023 року прах Жирара був перевезений до родинної усипальниці в Авіньйоні.

## Впливи
Певний вплив на формування теоретичних поглядів Рене Жирара справили ідеї німецького філософа Макса Шелера, французького соціолога та історика Алексіса де Токвіля, швейцарського політичного філософа Дені де Ружмона, які, подібно до Жирара, зараховували людину до homo religiosus. Крім того, на розгляд Жираром Євангелій з антропологічного, а не теологічного погляду, що слугує основою розкриття сутності його теорії, вплинула французька філософиня-містик Сімона Вейль. У ранніх працях можна побачити перегук з позицією філософа-екзистенціаліста Жана-Поля Сартра, який постулює «нестачу буття», що формує спільне існування людей. Однак на відміну від Сартра, Рене Жирар пов'язував цю нестачу з наслідуванням ближнього, піднесеного на рівень божественної істоти. Також розвиток антропологічної думки Жирара йшов шляхом переосмислення і застосування ідей Томаса Гоббса, Зигмунда Фройда, Джеймса Джорджа Фрезера, Еміля Дюркгайма, Клода Леві-Стросса.